# Ill (Elsass)
Ill (ILL) este un afluent al Rinului situat în Alsacia, Franța. El are izvorul în Munții Jura, la altitudinea de 560 m. Pe lungimea lui de 217 km, are o diferență de altitudine de 433 m, la Gambsheim se varsă în Rin.

Afluenți
Largue, Doller, Thur, Lauch, Fecht, Giessen, Andlau, Ehn, Breusch
Localități traversate
Mülhausen, Straßburg, 	Colmar, Illkirch-Graffenstaden, Schiltigheim, Altkirch, Brunstatt, Illzach, Ensisheim, Schlettstadt, Benfeld, Erstein, Ostwald, Bischheim, Hœnheim
Bazin de colectare
4.760,5 km²